# Великопольське повстання (1848)
Повстання великопольське зване також познанським повстанням (пол. powstanie wielkopolskie) — повстання у Великопольщі в 1848 році, що було частиною загальнопольського плану народного повстання в рамках Весни народів.

## Перебіг повстання
На звістку про революцію в Берліні у Познані 20 березня створено Національний Комітет, в який увійшли — звільнені з прусського ув'язнення — діячі, що були пов'язані з повстанням 1846 року (Людвік Мерославський і Кароль Лібельт). Комітет проголосив незалежність, не визнаючи автономії Великого князівства Познанського у складі Королівства Пруссії і почав організовувати збройні сили. Головним лідером повстання став Людвік Мерославський.
У Комітеті існували дві політичні сили: ліва, мета якої було народне повстання і боротьба проти монархії, і права, що бажала компромісу з прусським королем в обмін на отримання автономії.
Простолюду за участь у повстанні обіцяно власність на землю, що вони користувалися у дворян, а безземельні повинні були отримати землі, а «Всі, хто стане до боротьби і буде битися за незалежність Польщі, будуть мати перше право на підприємства згідно власних здібностей». Повстання підтримав полк лінійної піхоти, розквартирований у Познані, і яким командував полковник Яблковський.
У квітні майже у всьому Великому Князівстві Познанському доходило до локальних сутичок місцевих повстанських формувань із прусськими загонами. Проте 11 квітня 1848 року Комітет підписав із представником прусської влади угоду в Ярославці. В обмін за визнання Познанського князівства вони погодилися на розпуск більшості повстанських загонів (косинерів). Останні сприйняли угоду як зраду, але більшість формувань розпустились. Пруссаки всупереч тому не дотримались обітниць і приступили до ліквідації повстанських формувань. У відповідь на це, ще існуючи польські відділи стали чинити опір і взяли кілька перемог. Але всупереч цьому повстанські війська піддалися саморозладнанню. 8 травня було підписано капітуляційний договір. Проте весь час доходило до сутичок на інших територіях центральної і західної Великопольщі: під Буком, Рогаліном, Рогалінком і Докторовим, переможних проте для пруссаків. Останні сили Мерославського склали зброю 9 травня у Барді.

## Північна кампанія
Звістка про капітуляцію головних повстанських сил спочатку не розповсюдилися на північ Великого Князівства — на Палуки. Там сутички тривали вже приблизно місяць (зокрема 5 квітня пруссаки знищили польських кавалеристів під Лабішином). У ніч проти 8 травня, коли у Великопольщі вирішили здатися, косинери з околиць Вонгровця, Голаньча і Шубіна, при підтримці місцевих повстанців, зайняли після короткої битви зайняли Кциню. Це був найбільший успіх повстанців у цьому регіоні. Проте ізольовані від решти Великопольщі вони не мали жодних шансів із регулярною армією пруссаків. 17 травня під Жніном капітулював останній відділ повстанців.